# Huey Freeman
Huey Freeman é o personagem principal da tira em quadrinhos The Boondocks escrita por Aaron McGruder, assim como o personagem principal e narrador da série animada de TV de mesmo nome. Politicamente militante, ele regularmente reflete sobre os acontecimentos atuais, bem como a situação dos afro-americanos, no que se refere à maior sociedade estadunidense. O personagem foi nomeado à favor de Huey P. Newton, um dos fundadores dos Panteras Negras e é dublado pela atriz estadunidense Regina King em todos os episódios.
Huey, que cresceu com o seu irmão Riley (também dublado por King), no lado sul de Chicago, foi transferido juntamente com seu irmão para o subúrbio, pacífico predominantemente branco de Woodcrest por seu avô.

## Personalidade
Huey Freeman é um pessimista ainda precocemente inteligente de 10 anos de idade que reconhece e detesta os absurdos (tanto óbvio e percebida) da sociedade em que vive. O auto-intitulado revolucionário, seus toques de cinismo sobre temas como política, religião, os meios de comunicação, empresas e corporações e a cultura afro-americana estadunidense.
Tendendo a ser mal-humorado de ambas as formas e discursos, Huey demonstrou uma profundidade de compreensão que parecem desmentir a sua tenra idade. Oralmente talentoso, ele tem demonstrado a capacidade de apreender e prender multidões inteiras de pessoas, quando ele quer fazê-lo. Ele usa esse dom durante as interações com indivíduos, bem como, durante o qual ele pode obter um efeito desejado dependendo de sua intenção.
Huey é descrito como possuindo uma grande coleção de livros e outros materiais de leitura. Ele lê o jornal, vê notícias na televisão, e outro faz questão de acompanhar os eventos atuais. Huey parece mostrar alguma predileção por Star Wars, e cita a série várias vezes. No episódio "The Story of Gangstalicious Part 2", ele afirma que gosta de Elton John. Em pelo menos uma ocasião, ele demonstrou uma aptidão para a escrita de ficção sob a forma de um script (ele escreveu uma peça intitulada The Adventures of Black Jesus no episódio de The Boondocks A Huey Freeman Christmas). Ele também escreveu cartas comoventes e e-mails para figuras públicas, implorando-lhes para apoio a várias causas políticas. Ele começou petições, feitos e distribuiu panfletos, e criou, editou o seu próprio jornal (The Free Huey World Report). Ele usa esses meios de comunicação para expressar suas próprias opiniões, mas seu impacto é geralmente limitado devido à sua natureza e seus recursos mínimos.
Huey não é religioso e tem dito isso várias vezes nos quadrinhos. Ele muito apaixonadamente insiste que Jesus Cristo era negro, e que qualquer afirmação em contrário é rascista, indicando que, mesmo se ele não acredita no cristianismo, pelo menos ele está bem versado em seus princípios e ve os aspectos de Jesus, como uma figura secular histórico. No episódio em que ele afirma que Jesus era negro, Huey também afirma que "o governo está mentindo sobre o 9/11" e que Ronald Reagan foi o diabo.
Huey é mostrado à admirar várias figuras históricas. Em "The Return of the King", ele é a única pessoa que ainda respeita Martin Luther King, depois que ele é interpretado como um terrorista. Como mencionado anteriormente, o nome de Huey é uma referência à Huey P. Newton, o co-fundador dos Panteras Negras. Durante o episódio "The Story of Gangstalicious Part 2", Huey diz que Muhammad Ali é um herói seu. Ele também tem muitos pôsteres de Che Guevara, Malcolm X, Martin Luther King e Hugo Chávez. Três figuras que ele citou antes estão Langston Hughes, Karl Marx e Khalil Gibran.
Demonstrou ser um artista hábil em artes marciais, Huey demonstra em diversas ocasiões, uma habilidade com nunchakus, katana, bo, bem como luta mano a mano, que ultrapassa de longe as capacidades esperadas de um garoto de dez anos de idade. Embora ele já ganhou várias lutas contra Riley, e um par de guardas de teatro, com Stinkmeaner em uma ocasião, Cairo seu ex-amigo, ele foi derrotado duas vezes (por Stinkmeaner e Luna). Sua luta com Bushido Brown foi um empate (Bushido Brown deixou a luta para proreger a Oprah Winfrey). Luna Kumatei era uma lutadora e um perito White Lotus, e Stinkmeaner na época eram considerados uma presença sobrenatural. Em uma ocasião, ele estava implícito quando tio Ruckus foi derrotado, apesar de haver tiros que quando terminou o episódio essa questão ficou clara. Huey regularmente dá batidas em Riley com facilidade em suas lutas, mas isso poderia ser, pois ele é mais velho e mais disciplinado do que Riley.
No episódio da primeira temporada, "The Real", Huey alucina vários encontros com um espião do governo. No final do episódio ele fica incerto se os encontros eram reais.
Enquanto Huey é sempre retratado como um esquerdista radical, a suas específicas ideologias políticas não são retratadas em detalhes. Em várias ocasiões, como "The Block Is Hot", ele demonstrou uma sequência de socialismo revolucionário. Isso também é apoiado pelo fato de que Huey tem cartazes de socialistas revolucionários em seu quarto. A crença no anarquismo também é possível, como várias das suas declarações tenham pago o respeito a ele. Em "Or Die Tying" ele ensina um tomador de bilhetes de teatro sobre anarco-sindicalismo e do marxismo.

## Prêmios
Em 2006, Huey Freeman foi nomeado o melhor personagem masculino pela Glyph Comics Awards.

## Ligações Externas
- Boondocks no site do Adult Swim (em inglês)
- Boondocks no site Ucomics (em inglês)